# Thomas Feyrsinger
Thomas Feyrsinger (* 7. August 1976 in Kitzbühel) ist ein österreichischer Berufsgolfer.
Nach einer erfolgreichen Amateurlaufbahn wurde er 1998 Berufsgolfer. Im Jahre 2000 gewann er die Nationalen Offenen Meisterschaften von Österreich, ein Erfolg, den Feyrsinger 2005 wiederholen konnte. Auf der Alps Tour gelangen ihm 2005 drei Turniersiege und seit 2006 spielt er regelmäßig auf der Challenge Tour.

## Turniersiege
- 2000: Austrian National Open
- 2005: Gösser Open (Alps Tour), Open de Neuchatel (Alps Tour), Open le Pavonière (Alps Tour), Austrian National Open